# Ковчі
Ковчі — давній український рід.

## Ковчі зМалого Любіня
Перша згадка про Ковчів у Малому Любені датується XVII століттям (у центральному державному історичному архіві України у Львові є документ, що свідчить про шлюб Якова Ковча і Марії, з дому Куйбіди).
- Дмитро Ковч (1831 — 1891) — був заможною людиною, мав багато землі, велику пасіку (понад 100 вуликів), працював лісником, був паламарем при церкві Пресвятої Трійці, організував відбудову церкви після страшної пожежі в 1885 р., пожертвував на неї чимало власних коштів. У подяку за ці заслуги перед Божою святинею і сільською громадою, за пропозицією пароха о. М. Гелітовича і дідича барона К. Бруніцкого його поховали, після смерті, на церковному подвір'ї[1]
- Іван Ковч (1867 — 1943) — 55 років був паламарем при церкві. Коли у 1912 році організувалась у селі школа на один клас і не було відповідного приміщення, відпустив половину своєї хати для учнівських занять. За заслуги перед храмом і громадою села його поховали на церковному подвір'ї, біля батька[1].
- о. Григорій Ковч (30.03.1861 — 19.12.1919) — український греко-католицький священик, богослов, сповідник, громадський діяч, капелан УГА, батько блаженного священномученика о. Омеляна Ковча.[1][2][3][4][5]
- о. Василій Ковч (1868 — 28.03.1941) — український греко-католицький священик, богослов, сповідник, громадський діяч, багаторічний парох с. Капустинці, Чортківський р-н, на Тернопільщині.[1][4][5]
- о. Омеля́н Ковч (20 серпня 1884, Космач — 25 березня 1944) — український греко-католицький священик-місіонер, ісповідник, капелян УГА, громадський діяч, патріот, праведник України (9.09.1999 р.), блаженний священомученик (27.06.2001 р.), покровитель душпастирів УГКЦ (24.04.2009 р.)[1][2][3][4]
- о. Сергій Ковч, син блаженного священномученика о. Омеляна Ковча — священик УГКЦ. Після успішного навчання у Львівській українській гімназії поступив учитись на Богословіє, у Львові. У 1941 висвятили його на священика митрополит Андрей Шептицький і архієпископ Чарнецький (близький друг батька). Був направлений помічником на парафію в Перемишляни і Коросно, де парохом був його батько. Одночасно почав викладати релігію у Перемишлянській і Коростенській школах. Після арешту о. Омеляна йому чудом вдається врятуватись. Отець Сергій повернувся у Перемишляни, правив замість свого батька. Однак не довго. Парафіяни повідомили своєму молодому парохові, що готують йому місцеві поляки (помсту за свого ксьондза). При допомозі Мирона Шпіцера, продавця «Маслосоюзу», у розпорядженні якого була вантажна машина, священику вдалося вирватися з Перемишлян. На якийсь час зупинився у Рогатині, а як наблизився фронт — подався на захід, через Карпати — у Словаччину. Поселившись тут, хотів попроситися на парафію, але йому поставили вимогу: присягнути православ'ю. Відмовився. Лише після 1968 року — о. Сергій служить у Греко-католицькій церкві. У 1988 році, у рік 1000-ліття хрещення України за заслуги перед Церквою отримав Мітру з рук Блаженнішого кардинала Любачівського[2].
- о. Мирон — Яків Ковч, син блаженного священномученика о. Омеляна Ковча — священик УГКЦ. Попри теологічні студії закінчив фармацептику[2].
- Іван Михайлович Ковч  (09.09.1932 р.н.) — український поет, громадський діяч.[1]

о. Омелян Ковч, блаженний священомученик, покровитель душпастирів УГКЦо. Омелян Ковч, блаженний священомученик, покровитель душпастирів УГКЦ
о. Василь Ковчо. Василь Ковч
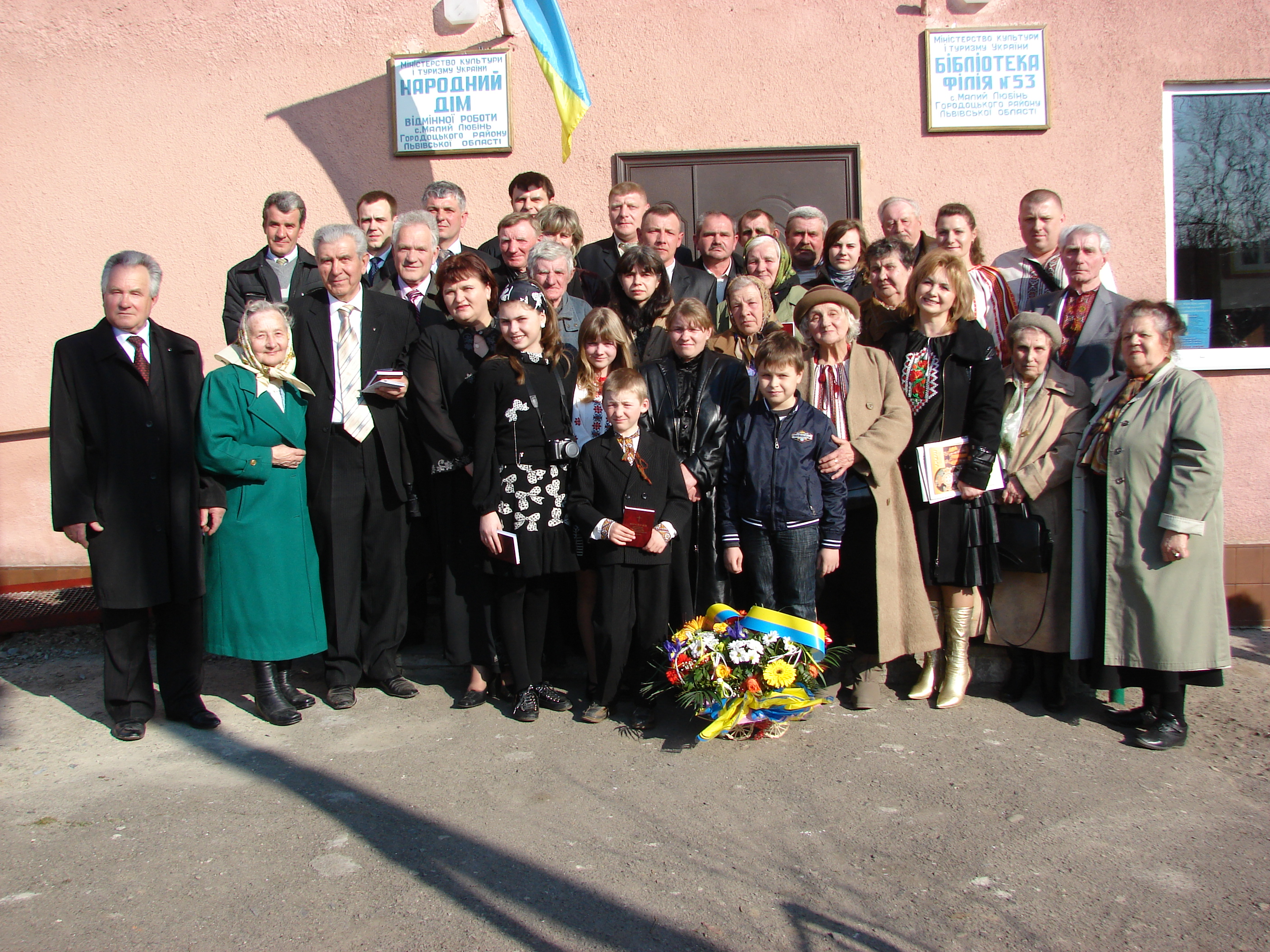
Малий Любінь (03.04.2011). Родина Ковчів біля Народного Дому в Малому Любені
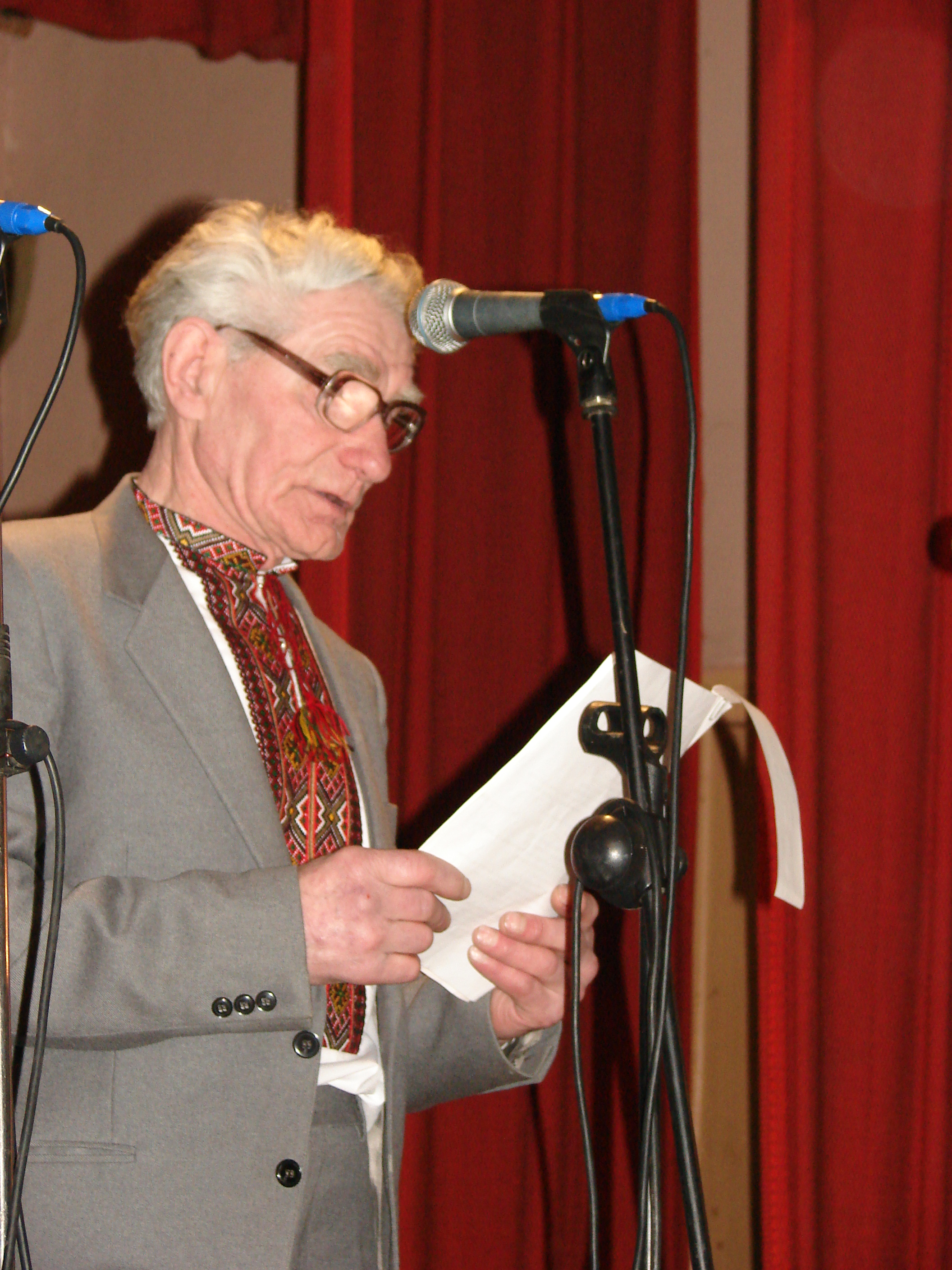
Поет Іван Ковч
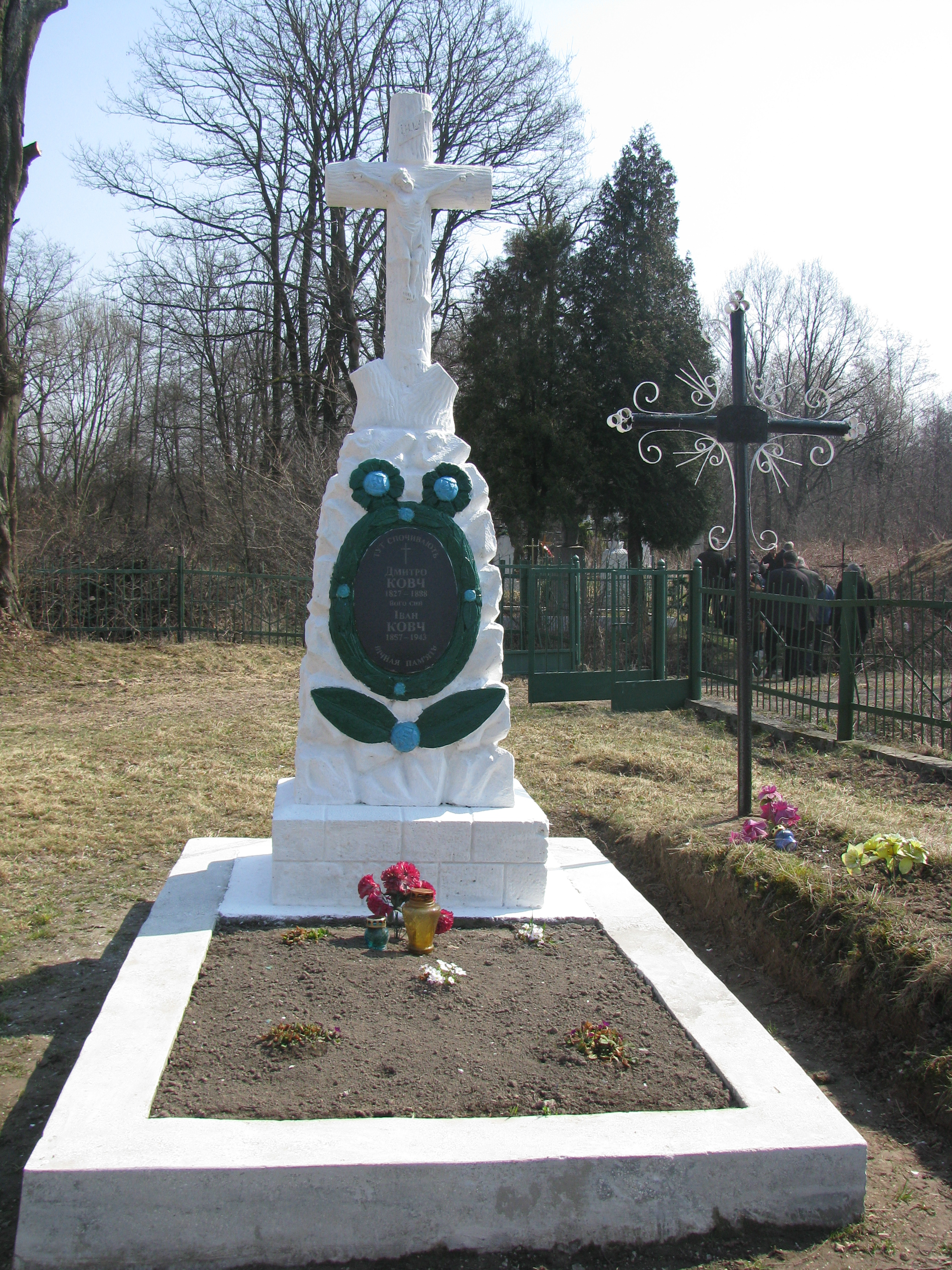
c. Малий Любінь, подвір'я церкви Пресвятої Трійці, могила Дмитра Ковча і його сина Івана, багатолітніх паламарів цього храму.
Діти о Омеляна Ковча (зліва на право): Ліда Александра зам. Бриґідир (Михайло + 1966), Анна Марія зам. Баран Теодор, Ірина Ольга зам. Хмільовська (Евген +1972). Стоять (з ліва на право): о. Мирон - Яків, одружений з Марією Новаківською, о. Сергій (неодружений), Роман Григорій, одружений з Ярославою Котик. Діти о Омеляна Ковча (зліва на право): Ліда Александра зам. Бриґідир (Михайло + 1966), Анна Марія зам. Баран Теодор, Ірина Ольга зам. Хмільовська (Евген +1972). Стоять (з ліва на право): о. Мирон - Яків, одружений з Марією Новаківською, о. Сергій (неодружений), Роман Григорій, одружений з Ярославою Котик.